# Duebenia
Duebenia — рід грибів родини Dermateaceae. Назва вперше опублікована 1849 року.

## Класифікація
До роду Duebenia відносять 8 видів:
- Duebenia blyttiana
- Duebenia carnea
- Duebenia coccinea
- Duebenia compta
- Duebenia purpurascens
- Duebenia rubra
- Duebenia rufa
- Duebenia subcompta